# Giovanni Vollaro
Giovanni Vollaro (Palermo, 1823 – Messina, 14 giugno 1880) è stato un patriota e militare italiano.

## Biografia
Nato a Palermo, il 12 gennaio 1848 partecipò ai moti anti-borbonici ma questi furono repressi e Vollaro, perseguitato, fu costretto all'esilio e si rifugiò presso gli ottomani. 
In Tracia conobbe la greco-ottomana Leontina Maria Adelaide Diamin, che sposò. 
Nel 1855 partecipò, tra le file dell'esercito ottomano, alla Guerra di Crimea, a fianco delle truppe inglesi, francesi e piemontesi contro l'Impero russo. 
In seguito all'Unità d'Italia, e avendo raggiunto il grado di colonnello, si trasferì a Messina, dove continuò le attività politiche e patriottiche. Qui vi morì il 14 giugno 1880.
Sepolto al Gran Camposanto di Messina, la sua tomba è tra le più belle presenti sulla spianata del Cenobio.